# Giennadij Szypulin
Giennadij Jakowlewicz Szypulin (ur. 29 kwietnia 1954 w Biełgorodzie) – rosyjski trener siatkarski. Trener i prezes Biełogorje Biełgorodu. Uhonorowany tytułem Zasłużonego Trenera (1995) oraz Kandydata nauk (2002).

## Kariera
Giennadij Szypulin w latach 1972-1974 służył dla Armii Czerwonej w Arabskiej Republice Egiptu, za co został odznaczony medalem Za Zasługi Wojskowe. Przygodę z siatkówką rozpoczął już podczas studiów na Biełgorodzkim Państwowym Uniwersytecie Technologicznym im. W.G. Szuchowa, gdzie grał w klubie siatkarskim, a potem był trenerem męskiej drużyny. W 1987 roku uzyskał tytuł II stopnia Biełgorodzkim Uniwersytecie Państwowym oraz został mianowany zastępcą przewodniczącego Departamentu Sportu w radzie miasta Biełgorodu, w 1988 roku stał na czele klubu sportowego Instytutu Technologicznego.
W 1990 roku został trenerem Agrarnika Biełgorodu (ówczesna nazwa Biełogorji), z której stworzył wielki zespół na arenie krajowej i międzynarodowej. Ośmiokrotnie triumfował w Rosyjskiej Superlidze (1997, 1998, 2000, 2002, 2003, 2004, 2005, 2013) w Pucharze Rosji (1995, 1996, 1997, 1998, 2003, 2005, 2012, 2013), w Superpucharze Rosji w 2013 roku oraz w rozgrywkach międzynarodowych: Liga Mistrzów siatkarzy (2003, 2004, 2014), Puchar CEV siatkarzy (2009) oraz w klubowych mistrzostwach świata (2014). Odkrył w Biełogorje Biełgorod talenty wielu siatkarzy m.in.: Romana Jakowlewa, Wadima Chamutckicha, Siergieja Tietiuchina, Aleksandra Kosariewa, Siergieja Baranowa, Aleksieja Wierbowa, Dmitrija Muserskiego, Dmitrija Iljinycha, Dienisa Biriukowa.
W latach 1998–2004 był trenerem męskiej reprezentacji Rosji, z którą odnosił liczne sukcesy na arenie międzynarodowej. Dwukrotnie zdobywał z drużyną medale olimpijskie: (srebro - Sydney 2000, brąz - Ateny 2004), wicemistrzostwo świata (2002), wicemistrzostwo (1999) i dwukrotnie brązowy medal mistrzostw Europy (2001, 2003). Największe sukcesy z reprezentacją Rosji odnosił w Pucharze Świata 1999 i Lidze Światowej 2002, kiedy to triumfował w tych rozgrywkach. Oprócz tego w Lidze Światowej zajął dwukrotnie zajął 2. miejsce (1998, 2000) oraz 3. miejsce (2001) oraz 2. miejsce w Lidze Europejskiej 2004.
W 2002 roku Giennadij Szypulin obronił pracę magisterską na temat "Analiza konkurencji wysoko wykwalifikowanych siatkarzy jako podstawa do konstruowania działalności konkurencyjnych szkolenia w klasycznej siatkówki".
W latach 2004–2008 pełnił funckcję wiceprezesa Rosyjskiego Związku Piłki Siatkowej, stając na czele rozwoju siatkówki plażowej. Za jego panowania rosyjscy siatkarze plażowi zaczęli odnosić pierwsze sukcesy na arenie międzynarodowej, a Biełgorod stał się głównym ośrodkiem tej odmiany siatkówki.
Szypulin jest również aktywny w polityce. Od 2004 roku jest regularnie wybierany do Parlamentu Obwodu Biełgorodzkiego. 29 maja 2014 roku został Honorowym Obywatelem Regionu Biełgorod.

## Największe sukcesy
- Igrzyska Olimpijskie:
  -  2000 (z Rosją)
  -  2004 (z Rosją)

- Liga Światowa:
  -  2002 (z Rosją)
  -  1998, 2000 (z Rosją)
  -  2001 (z Rosją)

- Mistrzostwa Świata:
  -  2002 (z Rosją)

- Mistrzostwa Europy:
  -  1999 (z Rosją)
  -  2001 (z Rosją)
  -  2003 (z Rosją)

- Liga Europejska:
  -  2004 (z Rosją)

- Puchar Świata:
  -  1999 (z Rosją)

- Mistrzostwa Rosji:
  -  1997, 1998, 2000, 2002, 2003, 2004, 2005, 2013 (z Biełogorjem Biełgorod)
  -  1995, 1996, 1999, 2006 (z Biełogorjem Biełgorod)
  -  2011, 2014 (z Biełogorjem Biełgorod)

- Puchar Rosji:
  -  1995, 1996, 1997, 1998, 2003, 2005, 2012, 2013 (z Biełogorjem Biełgorod)

- Superpuchar Rosji:
  -  2013 (z Biełogorjem Biełgorod)
  -  2010 (z Biełogorjem Biełgorod)

- Liga Mistrzów:
  -  2003, 2004, 2014 (z Biełogorjem Biełgorod)
  -  2005, 2006 (z Biełogorjem Biełgorod)

- Puchar CEV:
  -  2009 (z Biełogorjem Biełgorod)

- Klubowe Mistrzostwa Świata:
  -  2014 (z Biełogorjem Biełgorod)

## Ciekawostki
- Podczas wyborów prezydenckich w Rosji 2004 popierał Władimira Putina[3].